# Frederik I van Neurenberg
Frederik I van Neurenberg ook bekend als Frederik III van Zollern (circa 1139 - circa 1200) was van 1145 tot 1200 graaf van Zollern en van 1191 tot 1200 burggraaf van Neurenberg. Hij behoorde tot het huis Hohenzollern.

## Levensloop
Frederik I was de zoon van graaf Frederik II van Zollern en diens onbekende echtgenote. Na de dood van zijn vader rond het jaar 1145 werd hij graaf van Zollern.
Vanaf 1171 was Frederik een bondgenoot van het huis Hohenstaufen en steunde hij onder meer keizer Frederik I Barbarossa van het Heilige Roomse Rijk en diens zonen, hertog Frederik VI van Zwaben, keizer Hendrik VI en Rooms-Duits koning Filips van Zwaben. Ook steunde hij Frederik I Barbarossa toen die in 1180 Hendrik de Leeuw afzette. 
Rond het jaar 1184 huwde hij met Sophia van Raabs, dochter van Koenraad II van Raabs, die burggraaf van Neurenberg was. Sophia was de enige dochter en dus de erfgename van haar vader, waardoor Frederik, die tot dan alleen bezittingen in het hertogdom Zwaben bezat, zicht had op een gebiedsuitbreiding. Rond 1191 overleed zijn schoonvader, waarna Frederik via zijn echtgenote het burggraafschap Neurenberg en verschillende gebieden in Oostenrijk en Franconië erfde. Rond het jaar 1200 overleed hij.

## Nakomelingen
Frederik en Sophia kregen volgende kinderen:
- Koenraad I (circa 1186 - 1261), graaf van Zollern (1200-1218) en burggraaf van Neurenberg (1218-1261)
- Frederik II (circa 1188 - circa 1255), burggraaf van Neurenberg (1200-1218) en graaf van Zollern (1218-1255)
- Elisabeth (overleden in 1255), huwde met landgraaf Gerard III van Leuchtenberg